# Confederatie van de XXII kantons
De Confederatie van de XXII kantons was de laatste fase voor de oprichting van het moderne Zwitserland en duurde vanaf het einde van de Confederatie van de XIX kantons in 1815 tot aan de oprichting van het moderne Zwitserland in 1848.
Na de ondergang van het Eerste Franse Keizerrijk van Napoleon Bonaparte trad de confederatie toe tot de Heilige Alliantie, opgezet door Oostenrijk. De confederatie bleef echter neutraal tijdens de Honderd Dagen in 1815, al zou ze wel enkele maanden de streek rond Gex bezetten. Dit was de laatste interventie van Zwitserse militairen buiten hun landsgrenzen. Na het verdwijnen van de Fransen en het opkomen van de Restauratie in Europa staan ook enkele kantons te popelen om gebiedsuitbreidingen te doen en zo de orde van het ancien régime te herstellen. In het bijzonder werd het kanton Aargau bedreigd door het kanton Bern.
Het is in deze context dat de kantons op 7 augustus 1815 het Bondsverdrag sluiten en de Confederatie van de XXII kantons zou ontstaan. Het Bondsverdrag vormt de eenvormige basis voor een nieuwe confederatie, die voor het eerst sinds 1291 steunt op één homogeen verdrag in plaats van een netwerk van heterogene allianties tussen de verschillende kantons. Tijdens het Congres van Wenen erkenden de Europese grootmachten op 20 mei 1845 de neutraliteit van Zwitserland en keerden drie kantons terug in de confederatie. Het ging Wallis, Genève en Neuchâtel, die voordien toebehoorden aan Frankrijk of Sardinië. Het kanton Neuchâtel werd evenwel ook een Pruisisch vorstendom en zou dat blijven tot de Neuchâtelcrisis in 1857. Met het verwerven van deze kantons wijzigden de grenzen van Zwitserland voor het laatst.
Als gevolg van de Julirevolutie in Frankrijk in 1830 democratiseerden bepaalde kantons hun grondwetten. Tevens brak er een burgeroorlog uit tussen de stad Bazel en het omliggende platteland. Het Zwitserse leger zag zich genoodzaakt tussenbeide te komen. Dit leidde tot een splitsing van het kanton Bazel in de kantons Basel-Landschaft en Bazel-Stad.
Een andere invloed op de Confederatie van de XXII kantons die van de Julimonarchie uitging, was de Zwitserse spionage-affaire van 1836, waarbij Frankrijk een spion stuurde naar de Confederatie. Deze werd ontmaskerd door de Zwitserse autoriteiten maar de Fransen ontkenden iedere betrokkenheid en de Zwitsers klasseerden de zaak in november 1836.
In de jaren die hierop volgden kenden de radicalen een forse groei in meerdere kantons, waarbij hun verkozenen anti-katholieke en anti-grondwettelijke maatregelen zouden nemen. Als gevolg hiervan sloten zeven katholieke kantons, de Sonderbund genaamd, in 1845 een geheime alliantie met Oostenrijk. Deze alliantie ging in tegen de grondwet. In 1847 beval het federale parlement de ontbinding van de Sonderbund, waarop de zogenaamde Sonderbund-oorlog uitbrak, die drie weken zou duren. De katholieke kantons verloren deze oorlog. In 1848 werd uiteindelijk een nieuwe grondwet aangenomen, die de grondslag vormt van de huidige staat Zwitserland. De Zwitserse grondwet kende een eerste grote hervorming in 1874 en een tweede in 1999.